# Maja Lunde
Maja Lunde (Oslo, 1975. július 30. –) norvég író, forgatókönyvíró, többek között televíziós gyermekműsorok forgatókönyvírójaként vált ismertté.

## Élete
Média és kommunikáció szakon végzett az Oslói Egyetemen, szakdolgozatát Nils R. Müller rendezőről írta. Korábban többek között 2003-tól 2004-ig az Amandus nemzetközi diákfilmfesztivál igazgatójaként, illetve kommunikációs tanácsadóként dolgozott.
2011-ben Battle (Csata) című táncfilm-forgatókönyvével megnyerte a Kosmorama filmfesztivál pályázatát. 2015-ben elnyerte a Norvég Könyvkereskedők Díját A méhek története című regényével, amely „a szülők és gyermekek közötti kapcsolatokról, a gyászról és az emberek kiszolgáltatottságáról” szól. A regény 2016-ban elnyerte a fantasztikus irodalom körébe tartozó alkotásoknak odaítélt Fabel-díjat (Fabelprisen) is. 
A méhek története Németországban 2017-ben hosszú hónapokon át vezette a Spiegel bestsellerlistáját, és a 9 hónap alatt 350 000 eladott példánnyal minden kategóriát összevetve az év legnépszerűbb könyve lett Németországban.
Nemzetközi sikerét jelzi az is, hogy a regényt 38 nyelvre fordították le. A méhek története után 2017 őszén megjelent a Kékség című regény, amely lazán kapcsolódik az elsőhöz, és a szerző által Klímakvartettnek nevezett, négyrészesre tervezett regénysorozat második darabja. A harmadik kötet 2019 végén jelent meg Norvégiában, Przewalski lova címmel, az Álom egy fáról című záró kötetet pedig 2022 őszén adták ki.

## Magyarul
- A méhek története (Klímakvartett 1.); ford. Patat Bence; Cser, Bp., 2018[12]
- Hónővér (Évszakok tetralógia 1.); ford. Patat Bence; Cser, Bp., 2019
- Kékség (Klímakvartett 2.), ford. Patat Bence; Cser, Bp., 2020
- Az utolsó vadlovak (Klímakvartett 3.), ford. Patat Bence; Cser, Bp., 2022
- A Nap őrzője (Évszakok tetralógia 2.), ford. Patat Bence; Cser, Bp., 2022

## Fordítás
- Ez a szócikk részben vagy egészben  a   Maja Lunde című norvég Wikipédia-szócikk ezen változatának fordításán alapul.  Az eredeti cikk szerkesztőit annak laptörténete sorolja fel. Ez a jelzés csupán a megfogalmazás eredetét és a szerzői jogokat jelzi, nem szolgál a cikkben szereplő információk forrásmegjelöléseként.